# Aanslag in Nice op 14 juli 2016
De aanslag in Nice op 14 juli 2016 vond plaats op de Promenade des Anglais.
Rond 22.45 uur, kort na afloop van een vuurwerkshow ter gelegenheid van de Franse nationale feestdag, reed een vrachtwagen in op de menigte die had staan kijken naar deze traditionele gebeurtenis op de Promenade des Anglais. Er werden 86 mensen gedood. De chauffeur reed twee kilometer over de boulevard en werd (achter het stuur) door de politie doodgeschoten.

## Achtergrond
In de ochtend voor de aanslag had de Franse president François Hollande net aangekondigd dat de noodtoestand waarin Frankrijk zich bevond zou eindigen na de finish van de Tour de France op 26 juli 2016. Frankrijk had net de grote operatie van het Europees kampioenschap voetbal 2016 achter de rug waarin duizenden militairen en politiemensen actief waren voor de veiligheid. In de avond van de aanslag was Frankrijk zijn nationale feestdag aan het vieren.

## Verloop

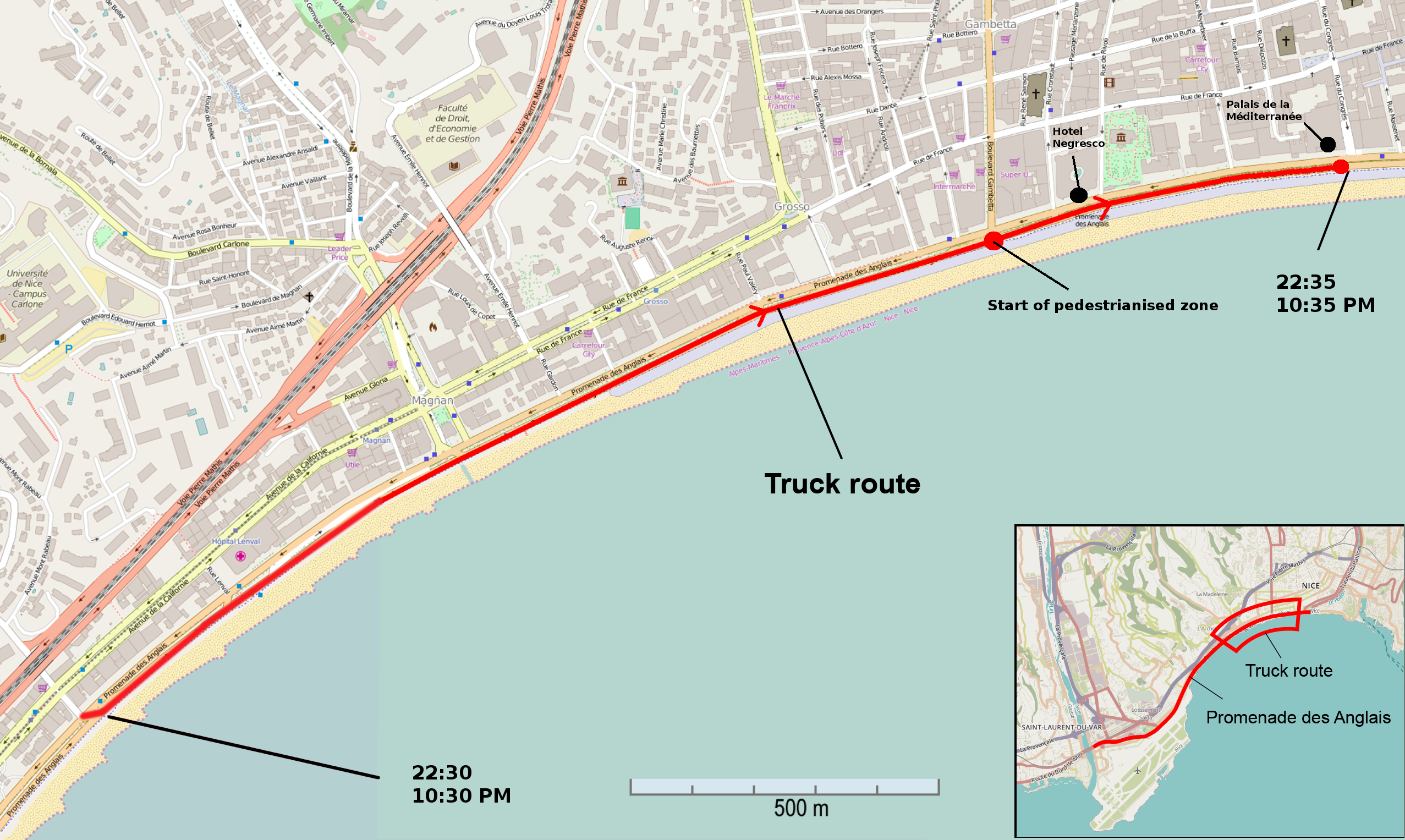
Route van de vrachtwagen

Om 22.10 uur werd een witte koelvrachtwagen gesignaleerd, waarbij opviel dat de chauffeur zich met merkwaardige manoeuvres toegang trachtte te verschaffen tot de Promenade des Anglais. De vrachtwagen draaide op een gegeven moment weg en verdween richting het zuidwesten.
Rond 22.40 uur, kort na afloop van een vuurwerkshow, reed de vrachtwagen opnieuw de boulevard op. Op dat moment was het hele gebied nog afgesloten voor autoverkeer. Om 22.45 uur begon de vrachtwagen te versnellen. Een motorrijder die de vrachtwagen wilde stoppen en de bestuurder uit zijn cabine wilde halen, werd overreden. Nadat dit werd gezien door de aanwezige politieagenten, werd er direct op de vrachtwagen geschoten. Na deze gebeurtenis ging de vrachtwagen sneller rijden op de boulevard en reed met een snelheid van ongeveer 90 km/u in op de menigte die vanwege de viering van de nationale feestdag op de Promenade des Anglais aanwezig was. Volgens de politie slingerde de chauffeur doelbewust om zoveel mogelijk mensen te raken. Ook schoot de chauffeur op de politie. Om 22.55 uur werd uiteindelijk de vrachtwagen in de buurt van Palais de la Méditerranée tot stilstand gebracht; de chauffeur werd doodgeschoten. In de cabine vond men een 7.65mm-pistool van FN met een lader alsook (nep)wapens en een identiteitskaart van de dader.

## Slachtoffers
Tijdens de aanslag kwamen 86 mensen om het leven; daarnaast raakten 434 mensen gewond. Onder de slachtoffers waren 10 kinderen.

## Dader
De dader was Mohamed Lahouaiej Bouhlel, een 31-jarige Tunesiër geboren in M'saken, een stad niet ver van de badplaats Sousse in Noordoost-Tunesië.
Bouhlel woonde al jaren in Nice en werkte er als chauffeur bij een bezorgdienst; hij was getrouwd en had drie kinderen; een vriend van Bouhlel zou tegen een lokale krant hebben gezegd dat Bouhlel in een scheiding lag, depressief was en steeds agressiever werd. Volgens de Franse krant Le Monde was hij reeds gescheiden.
Bouhlel had een strafblad voor geweldsdelicten, vuurwapenbezit en huiselijk geweld. In maart 2016 was hij veroordeeld tot zes maanden voorwaardelijke gevangenisstraf voor een vechtpartij na een verkeersongeluk.
Bouhlel was geen bekende van de Franse veiligheidsdiensten.
Tijdens de dagen na de aanslag werden zeven mensen opgepakt, die mogelijk betrokken zouden zijn bij de aanslag.

## Reacties binnen Frankrijk

### Franse regering (socialisten)
President François Hollande hield enkele uren na de aanslag, vrijdagochtend 15 juli tegen 03.45 uur, een toespraak op televisie, zei dat "heel Frankrijk wordt bedreigd door fundamentalistisch islamitisch terrorisme", maakte bekend dat de noodtoestand, die al gold sinds de aanslagen in en rond Parijs van november 2015 en die hij juist eerder die dag had aangekondigd op te willen heffen na afloop van de Tour de France, met drie maanden werd verlengd, en kondigde intensivering aan van de "acties in Syrië en Irak" tegen IS. Bij monde van premier Valls kondigde Hollande 15 juli drie dagen van nationale rouw aan.
Ook premier Valls stelde vrijdag 15 juli dat dader Bouhlel "zonder twijfel op een of andere manier verbonden is aan radicaal-islamitische groeperingen", en ook minister van Binnenlandse Zaken Bernard Cazeneuve zei die dag dat men in oorlog was met terroristen. Wel zei Cazeneuve erbij dat van dader Bouhlel geen moslimfundamentalistische antecedenten bekend zijn, en herhaalde hij maandag 18 juli dat "geen banden" van Bouhlel met “terroristische netwerken” vastgesteld zijn.

### Les Républicains
Als eerste politicus van partij Les Républicains uitte Alain Juppé, burgemeester van Bordeaux en kandidaat om namens Les Républicains presidentskandidaat te worden bij de verkiezingen volgend jaar, op 15 juli in deze kwestie kritiek op niet precies genoemde autoriteiten. Hij stelde dat het gebeurde niet mogelijk was geweest als in Nice de juiste voorzorgsmaatregelen waren getroffen, en voegde eraan toe dat de inlichtingendiensten beter werk moesten leveren.
François Fillon, oud-premier en eveneens kandidaat voor de presidentsnominatie van Les Républicains, laakte 15 juli, zoals hij ook al deed na de aanslagen van november 2015, "de passiviteit van de regering", die niet “de consequenties trekt van onze strijd tegen Da'esh" door te kiezen voor een totale oorlog: "men moet kiezen tussen feestvieren en oorlog voeren". De vele fanzones tijdens het EK voetbal hadden volgens hem de politiekrachten uitgeput.
Nicolas Sarkozy, oud-president en nu voorzitter van Les Républicains, stelde dat alle 10.000 in Frankrijk bekende moslimradicalen preventief moesten worden opgesloten of een enkelband moesten krijgen.
Éric Ciotti, parlementslid voor Les Républicains, vond dat communautarisation, het bestaan van subculturen of gemeenschappen binnen de Franse samenleving, moest worden tegengegaan. Hugues Moutouh, voormalig adviseur van de regering-Sarkozy, verklaarde dat Frankrijk grondtroepen naar Syrië en Irak moest sturen om IS ter plekke te vernietigen.

### Front National
Marine Le Pen, voorzitster van Front National en kandidate voor de Franse presidentsverkiezingen in 2017, zei op 15 juli dat de salafistische moskeeën in Frankrijk wat haar betreft gesloten moesten worden, en de Unie van Islamitische Organisaties van Frankrijk (Union des organisations islamiques de France) ontbonden. Dader Bouhlel, die al een keer was veroordeeld, had volgens haar teruggestuurd moeten zijn naar Tunesië.

## Verantwoordelijkheid geclaimd door IS
Terreurgroep Islamitische Staat (IS) eiste twee dagen na de aanslag via persbureau Amaq de verantwoordelijkheid op. Of IS daadwerkelijk verantwoordelijk was voor de aanslag werd echter niet door de Franse autoriteiten bevestigd.